# Фробен, Леонард Фёдорович
Леонард Фёдорович Фробен (1813—1883) — российский государственный и общественный деятель, доктор медицины (1843), тайный советник (1874).

## Биография
В службе  классном чине с 1832 года после окончания медицинского факультета Императорского Дерптского университета со степенью врача 1-го класса. С 1838 года ассистент профессора Н. И. Пирогова и ординатор  Дерптской хирургической клиники. С 1840 года военный врач Финляндского лейб-гвардии полка. С 1848 года старший врач Института Корпуса горных инженеров. В 1855 году произведён в коллежские советники.
В 1864 году произведён в  действительные статские советники, старший врач Санкт-Петербургской Мариинской больницы. С 1867 года постоянный член Медицинского совета, медицинский инспектор Ведомства учреждений императрицы Марии Фёдоровны и член Попечительского совета заведений общественного призрения в Санкт-Петербурге. С 1871 года избран президентом Медико-филантропического комитета  Императорского человеколюбивого общества. В  1874 году произведён в тайные советники.
Был награждён всеми российскими орденами вплоть до ордена Святого Александра Невского, пожалованного ему 28 марта 1883 года.